# Acrotylus longipes
Acrotylus longipes är en insektsart som först beskrevs av Toussaint de Charpentier 1845.  Acrotylus longipes ingår i släktet Acrotylus och familjen gräshoppor.

## Underarter
Arten delas in i följande underarter:
- A. l. longipes
- A. l. rosea
- A. l. subfasciatus

## Bildgalleri

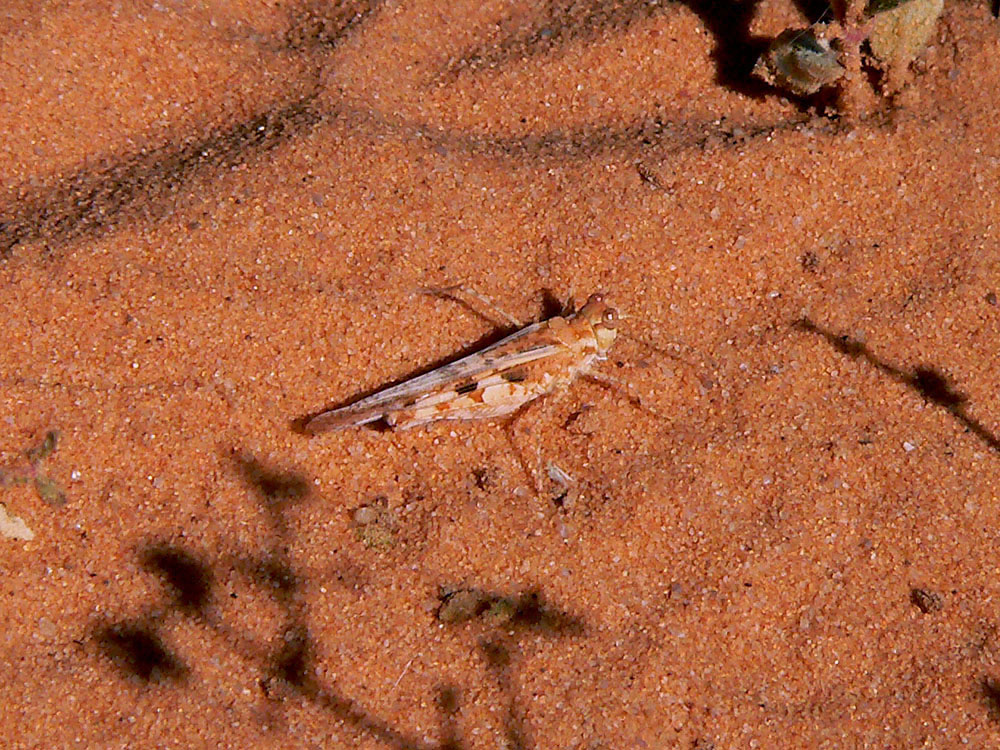